# Isenay
Isenay település Franciaországban, Nièvre megyében. Lakosainak száma 102 fő (2022. január 1.). Isenay Limanton, Thaix, Montaron, Montigny-sur-Canne, Saint-Gratien-Savigny és Vandenesse községekkel határos.

## Népesség
A település népességének változása:
| Lakosok száma | 107  | 98   | 100  | 98   | 100  | 102  | 101  | 100  | 102  |
|               | 2013 | 2015 | 2016 | 2017 | 2018 | 2019 | 2020 | 2021 | 2022 |